# Peter Schilliger
Peter Schilliger, né le 1er juin 1959 à Udligenswil (originaire du même lieu et de Weggis), est une personnalité politique suisse, membre du Parti libéral-radical. 
Il est député du canton de Lucerne au Conseil national de septembre 2012 à septembre 2019 et à nouveau depuis septembre 2020.

## Biographie
Peter Schilliger naît le 1er juin 1959 à Udligenswil, dans le canton de Lucerne. Il est originaire du même lieu et d'une autre commune lucernoise, Weggis.
Plombier et chauffagiste de formation, il obtient un diplôme en Public Management à la Haute École de Lucerne en 2007.
Il a le grade de caporal à l'armée.
Il est marié et père de trois enfants.

## Parcours politique
Il est successivement élu à la municipalité de la commune d'Udligenswil de 1991 à 2011, puis dès 2003 au Grand Conseil du canton de Lucerne. Depuis 2008, il est également le président cantonal de son parti.
Arrivé premier viennent-ensuite lors des élections fédérales de 2011, il entre au Conseil national le 10 septembre 2012 en remplacement d'Otto Ineichen. Il siège à la Commission de la science, de l'éducation et de la culture (CSEC) jusqu'en mai 2014, puis à la Commission de l'environnement, de l'aménagement du territoire et de l'énergie (CEATE).
Lors des élections fédérales de 2019, il n'est pas réélu au Conseil national. Premier des viennent-ensuite, il remplace toutefois Albert Vitali, à la suite de son décès à l'été 2020. Il rejoint alors la Commission des finances (CdF). Réélu en octobre 2023, il rejoint la Commission des institutions politiques (CIP) en plus de la CdF.